# Chapinería
Chapinería är en kommun i Spanien. Den ligger i den autonoma regionen Madrid, i den centrala delen av landet, 40 km väster om huvudstaden Madrid. Antalet invånare är 2 642 (2024).